# Breeder
Breeder er en dansk spillefilm fra 2020 instrueret af Jens Dahl.

## Handling
Filmener et moderne bud på overlevelseshorror. Den udspiller sig på en stamcelleanlæg hvor kvinder og deres ufødte børn behandles som dyr, så eksklusive klienter kan opnå evig ungdom. Filmen udforsker de mørkere sider af biohacking og byder også på en ukonventionel kærlighedshistorie, der fokuserer på kvinders ret til at eje deres egen seksualitet uden skam.

## Medvirkende
- Sara Hjort Ditlevsen, Rose
- Anders Heinrichsen
- Signe Egholm Olsen
- Morten Holst